# Liste der Orte im Landkreis Tuttlingen
Die Liste der Orte im Landkreis Tuttlingen listet die geographisch getrennten Orte (Ortsteile, Stadtteile, Dörfer, Weiler, Höfe, Wohnplätze) im Landkreis Tuttlingen auf.

## Systematische Liste
Alphabet der Städte und Gemeinden mit den zugehörigen Orten.
| - Aldingen mit den Ortsteilen Aixheim und Aldingen. - Zu Aixheim das Dorf Aixheim, der Weiler Neuhaus und die Wohnplätze Neueichhof, Neuhof und Täfermühle. - Zu Aldingen das Dorf Aldingen. - Bärenthal mit dem Dorf Bärenthal, den Weilern Ensisheim und Gnadenweiler und dem Gehöft Karlswahl. - Balgheim mit dem Dorf Balgheim. - Böttingen mit dem Dorf Böttingen und dem Gehöft Allenspacher Hof. - Bubsheim mit dem Dorf Bubsheim und dem Wohnplatz Anhäuser Mühlen. - Buchheim mit dem Dorf Buchheim, den Höfen Gründelbuch (Schäferhof), Hilbenhof, Scheuerlehof und Vorderer Jakobenhof und dem Wohnplatz Kiesgruben. - Deilingen mit dem Dorf Deilingen, dem Gemeindeteil Delkhofen und den Höfen Delkhofer Mühle, Delkhofer Säge und Ziegelhütte. - Denkingen mit dem Dorf Denkingen und den Wohnplätzen Erlenmühle und Klippeneck. - Durchhausen mit dem Dorf Durchhausen. - Dürbheim mit dem Dorf Dürbheim und dem Weiler Risiberg. - Egesheim mit dem Dorf Egesheim und dem Weiler Bärental (Hammer). - Emmingen-Liptingen mit den Ortsteilen Emmingen ab Egg und Liptingen. - Zu Emmingen ab Egg das Dorf Emmingen ab Egg, die Weiler Lazerhof und Zeilen, die Höfe Buhlenhof (Klemenzenhof, Heißenhof), Lehenholzerhof, Oberer Wasserburgerhof (Eichholzhof), Rager(Dreher)hof, Schäflehof (Ottmarshof), Schenkenberg(er)hof, Schlatterhof, Stefanshof, Venushof und Winklerhof und die Wohnplätze Pension Sonnenhalde und Ziegelei. - Zu Liptingen das Dorf Liptingen, der Weiler Wehstetten, die Höfe Bergenhof (Schützenhof), Bühlmühle, Ederstetten, Förlehof, Waldhof (Neuhaus) und Weidenbohlhof und der Wohnplatz Ziegelei. - Fridingen an der Donau mit der Stadt Fridingen an der Donau, dem Weiler Bergsteig, Schloss und Gehöft Bronnen, den Höfen Stadtmühle und Ziegelhütte und den Wohnplätzen Bärentalhaus, Hammerschmiede, Jägerhaus und Knopfmacher. - Frittlingen mit dem Dorf Frittlingen und dem Wohnplatz Michelhölzle. - Geisingen mit den Stadtteilen Aulfingen, Geisingen, Gutmadingen, Kirchen-Hausen und Leipferdingen. - Zu Aulfingen das Dorf Aulfingen. Zu Geisingen die Stadt Geisingen, der Weiler Dreilärchen, Schloss und Gehöft Wartenberg und die Höfe Espenhöfe und Mühle. - Zu Gutmadingen das Dorf Gutmadingen. - Zu Kirchen-Hausen die Gemeindeteile Kirchen und Hausen und das Gehöft Immensitz (Neuhaus). - Zu Leipferdingen das Dorf Leipferdingen und der Wohnplatz Bahnstation Leipferdingen. - Gosheim mit dem Dorf Gosheim und dem Gehöft Aumühle. - Gunningen mit dem Dorf Gunningen. - Hausen ob Verena mit dem Dorf Hausen ob Verena, dem Gehöft Hohenkarpfen und dem Wohnplatz Hausener Mühle. - Immendingen mit den Ortsteilen Hattingen, Hintschingen, Immendingen, Ippingen, Mauenheim und Zimmern. - Zu Hattingen das Dorf Hattingen, die Höfe Haslerhof, Riedhof, Windegg und die Wohnplätze Bahnstation Hattingen und Wittloh. - Zu Hintschingen das Dorf Hintschingen und das Gehöft Eschentalerhof. - Zu Immendingen das Dorf Immendingen, der Gemeindeteil Bachzimmern und der Wohnplatz Gundelhof-Höwenegg. - Zu Ippingen das Dorf Ippingen und die Wohnplätze Ippinger Mühle und Schmelzlehäusle. - Zu Mauenheim das Dorf Mauenheim und die Höfe Büchlehof und Daxmühle. - Zu Zimmern das Dorf Zimmern, die Zinken Amtenhausen und Talhof und der Wohnplatz Säge. | - Irndorf mit dem Dorf Irndorf. - Kolbingen mit dem Dorf Kolbingen und dem Gehöft Ziegelhütte. - Königsheim mit dem Dorf Königsheim. - Mahlstetten mit dem Dorf Mahlstetten und den Wohnplätzen Aggenhausen, Lippachmühle und Lippachölmühle. - Mühlheim an der Donau mit den Stadtteilen Mühlheim an der Donau und Stetten an der Donau. - Zu Mühlheim an der Donau die Stadt Mühlheim an der Donau, der Weiler Altstadt und die Höfe Kraftstein, Mittlere Mühle und Obere Mühle. - Zu Stetten an der Donau das Dorf Stetten an der Donau. - Neuhausen ob Eck mit den Ortsteilen Neuhausen ob Eck, Schwandorf und Worndorf. - Zu Neuhausen ob Eck das Dorf Neuhausen ob Eck und der Weiler Breitenfeld. - Zu Schwandorf die Dörfer Holzach, Oberschwandorf, Unterschwandorf und Volkerstweiler und die Höfe Göningerhöfe, Hattelmühle und Ilgental. - Zu Worndorf das Dorf Worndorf, die Weiler Danningen (Tanningen) und Tannenbrunn, die Höfe Rößlerhof und Streckerhöfe und der Wohnplatz Wasenhof. - Reichenbach am Heuberg mit dem Dorf Reichenbach am Heuberg und dem Weiler Holzwiesen (Martinsberg). - Renquishausen mit dem Dorf Renquishausen. - Rietheim-Weilheim mit den Ortsteilen Rietheim und Weilheim. - Zu Rietheim das Dorf Rietheim, die Weiler Bulzingen, Heuchen, Höfle, Lupbühl, Rußberg und Schmidten und das Gehöft Kehlen. - Zu Weilheim das Dorf Weilheim. - Seitingen-Oberflacht mit den Ortsteilen Oberflacht und Seitingen. - Zu Oberflacht das Dorf Oberflacht und der Wohnplatz Ziegelhütte. - Zu Seitingen das Dorf Seitingen, der Weiler Kirchberg und die Höfe Anstatt, Aumühle und Bruckmühle. - Spaichingen mit der Stadt Spaichingen, dem Stadtteil Hofen und den Wohnplätzen Bleiche, Dreifaltigkeitskirche, Heusteig und Verenamühle. - Talheim mit dem Dorf Talheim und den Höfen Götzenlocher Hof, Obere Mühle und Untere Mühle. - Trossingen mit den Stadtteilen Schura und Trossingen. - Zu Schura das Dorf Schura. - Zu Trossingen die Stadt Trossingen, die Höfe Bruderhalde, Eschbach, Hirschweiden, Kleiner Heuberg, Löhlebühl und Rennplatz und die Wohnplätze Deibhalde und Heimgarten. - Tuttlingen mit den Stadtteilen Eßlingen, Möhringen, Nendingen und Tuttlingen. - Zu Eßlingen das Dorf Eßlingen. - Zu Möhringen die Stadt Möhringen, die Siedlung Vorstadt, die Höfe Brunner(Drechsler)hof und Engelbert(Raben)hof und der Wohnplatz Lindenhof. - Zu Nendingen das Dorf Nendingen, der Weiler Altental und die Höfe Neumühle und Ziegelhütte. - Zu Tuttlingen die Stadt Tuttlingen, die Weiler Äußerer Talhof, Innerer Talhof und Ludwigstal und die Höfe Aichhalder Hof, Bleiche, Gallertalhof, Lohhof, Maiental, Papiermühle, Wenigsbronner Hof und Württemberger Hof. - Wehingen mit dem Dorf Wehingen, dem Weiler Harras und dem Wohnplatz Steighaus. - Wurmlingen mit dem Dorf Wurmlingen. |

## Alphabetische Liste
In Fettschrift erscheinen die Orte, die zugleich Hauptort einer gleichnamigen Gemeinde sind, in Kursivschrift Wohnplätze, Höfe, Häuser und Wüstungen. Zusätzliche bestehende kleine Orte nach der Quelle www.leo-bw.de werden dort in aller Regel nicht wie in der Listengrundlage nach Weiler/Siedlung/Wohnplatz usw. differenziert, sondern einheitlich als Wohnplatz klassifiziert, dieser Ortsteiltyp wird hier entsprechend kursiviert übernommen.
| - Aggenhausen zu Mahlstetten - Aichhalder Hof zu Tuttlingen - Aixheim zu Aldingen - Aldingen - Allenspacher Hof zu Böttingen - Altental zu Tuttlingen - Altstadt zu Mühlheim an der Donau - Amtenhausen zu Immendingen - Anhäuser Mühlen zu Bubsheim - Anstatt zu Seitingen-Oberflacht - Aulfingen zu Geislingen - Aumühle zu Gosheim - Aumühle zu Seitingen-Oberflacht - Äußerer Talhof zu Tuttlingen - Bachzimmern zu Immendingen - Bahnstation Hattingen zu Immendingen - Bahnstation Leipferdingen zu Geislingen - Balgheim - Bärental (Hammer) zu Egesheim - Bärentalhaus zu Fridingen an der Donau - Bärenthal - Bergenhof (Schützenhof) zu Emmingen-Liptingen - Bergsteig zu Fridingen an der Donau - Bleiche zu Spaichingen - Bleiche zu Tuttlingen - Böttingen - Breitenfeld zu Neuhausen ob Eck - Bronnen zu Fridingen an der Donau - Bruckmühle zu Seitingen-Oberflacht - Bruderhalde zu Trossingen - Brunner(Drechsler)hof zu Tuttlingen - Bubsheim - Buchheim - Büchlehof zu Immendingen - Buhlenhof (Klemenzenhof, Heißenhof) zu Emmingen-Liptingen - Bühlmühle zu Emmingen-Liptingen - Bulzingen zu Rietheim-Weilheim - Danningen (Tanningen) zu Neuhausen ob Eck - Daxmühle zu Immendingen - Deibhalde zu Trossingen - Deilingen - Delkhofen zu Deilingen - Delkhofer Mühle zu Deilingen - Delkhofer Säge zu Deilingen - Denkingen - Dreifaltigkeitskirche zu Spaichingen - Dreilärchen zu Geislingen - Dürbheim - Durchhausen - Ederstetten zu Emmingen-Liptingen - Egesheim - Emmingen ab Egg zu Emmingen-Liptingen - Engelbert(Raben)hof zu Tuttlingen - Ensisheim zu Bärenthal - Erlenmühle zu Denkingen - Eschbach zu Trossingen - Eschentalerhof zu Immendingen - Espenhöfe zu Geislingen - Eßlingen zu Tuttlingen - Förlehof zu Emmingen-Liptingen - Fridingen an der Donau - Frittlingen - Gallertalhof zu Tuttlingen - Geisingen - Gnadenweiler zu Bärenthal - Göningerhöfe zu Neuhausen ob Eck - Gosheim - Götzenlocher Hof zu Talheim - Gründelbuch (Schäferhof) zu Buchheim - Gundelhof-Höwenegg zu Immendingen - Gunningen - Gutmadingen zu Geislingen - Hammerschmiede zu Fridingen an der Donau - Harras zu Wehingen - Haslerhof zu Immendingen - Hattelmühle zu Neuhausen ob Eck - Hattingen zu Immendingen - Hausen zu Geislingen - Hausen ob Verena - Hausener Mühle zu Hausen ob Verena - Heimgarten zu Trossingen - Heuchen zu Rietheim-Weilheim - Heusteig zu Spaichingen - Hilbenhof zu Buchheim - Hintschingen zu Immendingen - Hirschweiden zu Trossingen - Hofen zu Spaichingen - Höfle zu Rietheim-Weilheim - Hohenkarpfen zu Hausen ob Verena - Holzach zu Neuhausen ob Eck - Holzwiesen (Martinsberg) zu Reichenbach am Heuberg - Ilgental zu Neuhausen ob Eck - Immendingen - Immensitz (Neuhaus) zu Geislingen - Innerer Talhof zu Tuttlingen - Ippingen zu Immendingen - Ippinger Mühle zu Immendingen - Irndorf - Jägerhaus zu Fridingen an der Donau - Karlswahl zu Bärenthal - Kehlen zu Rietheim-Weilheim - Kiesgruben zu Buchheim - Kirchberg zu Seitingen-Oberflacht - Kirchen zu Geisingen - Kleiner Heuberg zu Trossingen - Klippeneck zu Denkingen - Knopfmacher zu Fridingen an der Donau - Kolbingen - Königsheim - Kraftstein zu Mühlheim an der Donau - Lazerhof zu Emmingen-Liptingen - Lehenholzerhof zu Emmingen-Liptingen - Leipferdingen zu Geislingen - Lindenhof zu Tuttlingen - Lippachmühle zu Mahlstetten - Lippachölmühle zu Mahlstetten - Liptingen zu Emmingen-Liptingen - Lohhof zu Tuttlingen - Löhlebühl zu Trossingen - Ludwigstal zu Tuttlingen - Lupbühl zu Rietheim-Weilheim - Mahlstetten - Maiental zu Tuttlingen - Mauenheim zu Immendingen - Michelhölzle zu Frittlingen - Mittlere Mühle zu Mühlheim an der Donau - Möhringen zu Tuttlingen - Mühle zu Geislingen - Mühlheim an der Donau - Nendingen zu Tuttlingen - Neueichhof zu Aldingen - Neuhaus zu Aldingen - Neuhausen ob Eck - Neuhof zu Aldingen - Neumühle zu Tuttlingen - Obere Mühle zu Mühlheim an der Donau - Obere Mühle zu Talheim - Oberer Wasserburgerhof (Eichholzhof) zu Emmingen-Liptingen - Oberflacht zu Seitingen-Oberflacht - Oberschwandorf zu Neuhausen ob Eck - Papiermühle zu Tuttlingen - Pension Sonnenhalde zu Emmingen-Liptingen - Rager(Dreher)hof zu Emmingen-Liptingen - Reichenbach am Heuberg - Rennplatz zu Trossingen - Renquishausen - Riedhof zu Immendingen - Rietheim zu Rietheim-Weilheim - Risiberg zu Dürbheim - Rößlerhof zu Neuhausen ob Eck - Rußberg zu Rietheim-Weilheim - Säge zu Immendingen - Schäflehof (Ottmarshof) zu Emmingen-Liptingen - Schenkenberg(er)hof zu Emmingen-Liptingen - Scheuerlehof zu Buchheim - Schlatterhof zu Emmingen-Liptingen - Schmelzlehäusle zu Immendingen - Schmidten zu Rietheim-Weilheim - Schura zu Trossingen - Seitingen zu Seitingen-Oberflacht - Spaichingen - Stadtmühle zu Fridingen an der Donau - Stefanshof zu Emmingen-Liptingen - Steighaus zu Wehingen - Stetten an der Donau zu Mühlheim an der Donau - Streckerhöfe zu Neuhausen ob Eck - Täfermühle zu Aldingen - Talheim - Talhof zu Immendingen - Tannenbrunn zu Neuhausen ob Eck - Trossingen - Tuttlingen - Untere Mühle zu Talheim - Unterschwandorf zu Neuhausen ob Eck - Venushof zu Emmingen-Liptingen - Verenamühle zu Spaichingen - Volkerstweiler zu Neuhausen ob Eck - Vorderer Jakobenhof zu Buchheim - Vorstadt zu Tuttlingen - Waldhof (Neuhaus) zu Emmingen-Liptingen - Wartenberg zu Geislingen - Wasenhof zu Neuhausen ob Eck - Wehstetten zu Emmingen-Liptingen - Weidenbohlhof zu Emmingen-Liptingen - Wehingen - Weilheim zu Rietheim-Weilheim - Wenigsbronner Hof zu Tuttlingen - Windegg zu Immendingen - Winklerhof zu Emmingen-Liptingen - Wittloh zu Immendingen - Worndorf zu Neuhausen ob Eck - Wurmlingen - Württemberger Hof zu Tuttlingen - Zeilen zu Emmingen-Liptingen - Ziegelei zu Emmingen-Liptingen, Teilort Emmingen ab Egg - Ziegelei zu Emmingen-Liptingen, Teilort Liptingen - Ziegelhütte zu Deilingen - Ziegelhütte zu Fridingen an der Donau - Ziegelhütte zu Kolbingen - Ziegelhütte zu Seitingen-Oberflacht - Ziegelhütte zu Tuttlingen - Zimmern zu Immendingen |

| ↑ Zurück zum Inhaltsverzeichnis |